# Olivsolfågel
Olivsolfågel (Cyanomitra olivacea) är en fågel i familjen solfåglar inom ordningen tättingar.

## Utseende och läte
Olivsolfågeln är en stor och mörk solfågel med en lång nedåtböjd näbb. Fjäderdräkten är olivgrön med gula fjädertofsar vid skuldrorna som dock vanligen hålls dolda. Arten liknar grå solfågel, men olivsolfågeln är just mer olivgrön än grå. Mest distinkta lätet är en vacker stigande och fallande serie med klara toner.

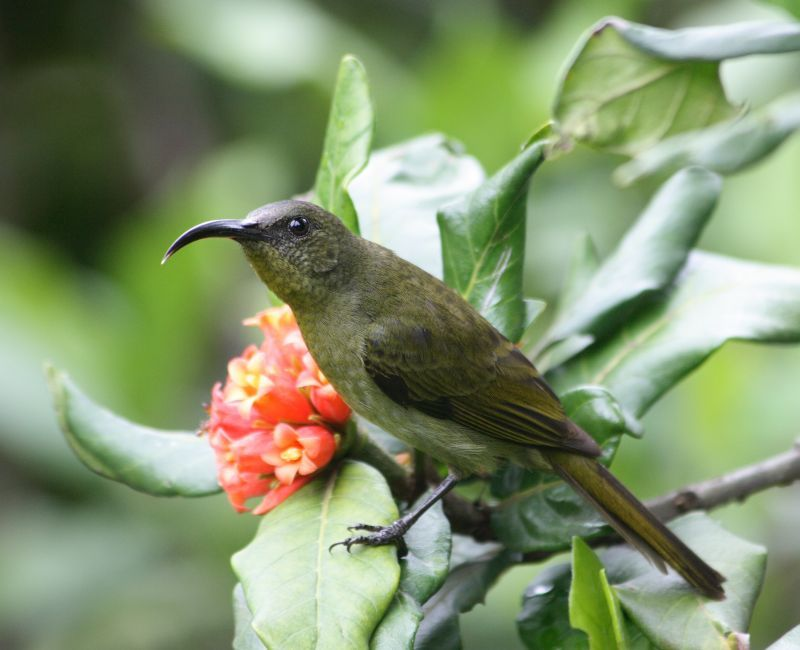

## Utbredning och systematik
Olivsolfågeln har en vid utbredning i Afrika söder om Sahara. Den delas upp i elva underarter med följande utbredning:
- Cyanomitra olivacea guineensis – Senegal till Togo
- Cyanomitra olivacea cephaelis – Ghana till Centralafrikanska republiken, Demokratiska republiken Kongo och norra Angola
- Cyanomitra olivacea obscura – öarna Bioko och Príncipe i Guineabukten
- Cyanomitra olivacea ragazzii – östra och sydöstra Demokratiska republiken Kongo samt södra Sudan österut till Etiopien, Uganda, västra Kenya, västra Tanzania, Zambia och norra Malawi
- Cyanomitra olivacea changamwensis – södra Somalia till nordöstra Tanzania
- Cyanomitra olivacea neglecta – sydcentrala Kenya till norra Tanzania
- Cyanomitra olivacea granti – öarna Pemba och Zanzibar utanför östra Tanzania
- Cyanomitra olivacea alfredi – södra Tanzania, östra Zambia, Malawi och Moçambique
- Cyanomitra olivacea sclateri – östra Zimbabwe och västra Moçambique
- Cyanomitra olivacea olivacina – sydöstra Tanzania, Moçambique och nordöstra Sydafrika
- Cyanomitra olivacea olivacea – östra Sydafrika

Tidigare urskildes guineensis, cephaelis, obscura, ragazzii, granti och sclateri tillsammans som en egen art, "västlig olivsolfågel" (C. obscura).

## Levnadssätt
Olivsolfågel hittas i skogsområden och intilliggande trädgårdar och lummiga buskmarker. Där ses den vanligen i undervegetationen. Jämfört med andra solfågel är den i mindre utsträckning social och ses ofta enstaka.

## Status
Arten har ett stort utbredningsområde och beståndet anses stabilt. Internationella naturvårdsunionen IUCN listar den därför som livskraftig (LC).